# Всемирный торговый центр Дубай
Всемирный торговый центр Дубай (англ. Dubai World Trade Centre, DWTC) — бизнес-комплекс в городе Дубае, ОАЭ, построенный шейхом Рашидом аль-Мактум. Он расположен вдоль шоссе шейха Зайда на развязке Трейд Центр. Комплекс включает в себя непосредственно небоскрёб (построенный в 1978 году), 8 выставочных павильонов, Международный Центр Конвенций Дубай и жилые апартаменты.
39-этажное офисное здание имеет высоту 149 метров, где большинство из этажей отведены под коммерческое использование. Строительные работы по возведению комплекса были начаты в 1974 году, а полностью завершены в 1979 году. Во время строительства оно считалось самым высоким зданием в Дубае (и ОАЭ) и первым высотным на шоссе шейха Зайда. Арендаторами здания являются компании Federal Express, General Motors, Johnson & Johnson, MasterCard International, Schlumberger, Sony, юридическая фирма Curtis, Mallet-Prevost, Colt & Mosle LLP, а также консульства Италии, Японии, Испании, Швейцарии, Турции и США.
Здание изображено на банкноте в 100 дирхам.

## Реконструкция
План реконструкции затрагивает центр конвенций, офисы и жилые небоскрёбы, два пятизвёздочных отеля и торговые центры, а также предусматривает создание 8 300 мест для парковки автомобилей. Стоимость проекта реконструкции составляет 16 млрд. дирхам. Время начала строительных работ было задержано на 9 месяцев.